# Max Born
Max Born (Breslávia, 11 de dezembro de 1882 — Göttingen, 5 de janeiro de 1970) foi um físico e matemático alemão, que foi fundamental para o desenvolvimento da mecânica quântica. Também fez contribuições à física do estado sólido e óptica e supervisionou o trabalho de vários físicos notáveis nas décadas de 1920 e 1930. Ganhou em 1954 o Prêmio Nobel de Física por sua "investigação fundamental na Mecânica Quântica, especialmente na interpretação estatística da função de ondas".
Entrou na Universidade de Göttingen, em 1904, onde conheceu três matemáticos de renome, Felix Klein, David Hilbert e Hermann Minkowski. Escreveu sua tese sobre o tema "Estabilidade de Elástico em um Plano e Espaço", vencedor do Prêmio da Faculdade de Filosofia da Universidade. Em 1905, ele começou a pesquisar a relatividade especial com Minkowski, e, posteriormente, escreveu sua tese de habilitação sobre o modelo atômico de Thomson. Um encontro ao acaso com Fritz Haber em Berlim, em 1918, levou à discussão da maneira pela qual um composto iônico é formado quando um metal reage com um átomo de halogênio, o qual é atualmente conhecido como ciclo de Born-Haber.
Em 1921, Born voltou para Göttingen, arranjando outra cadeira para o seu amigo e colega de longa data James Franck. Nos termos de Born, Göttingen tornou-se um dos centros mais importantes do mundo para a física. Em 1925, Born e Werner Heisenberg formularam a representação da mecânica matricial da mecânica quântica. No ano seguinte, ele formulou a interpretação hoje padrão da função de densidade de probabilidade para ψ*ψ na equação de Schrödinger, pela qual ele foi agraciado com o Prêmio Nobel em 1954. Sua influência se estendeu muito além de sua própria pesquisa. Max Delbrück, Siegfried Flügge, Friedrich Hund, Pascual Jordan, Maria Goeppert-Mayer, Lothar Wolfgang Nordheim, Robert Oppenheimer e Victor Weisskopf, todos receberam seu doutorado sob a orientação de Born em Göttingen, e seus assistentes incluíam Enrico Fermi, Werner Heisenberg, Gerhard Herzberg, Friedrich Hund, Pascual Jordan, Wolfgang Pauli, Léon Rosenfeld, Edward Teller e Eugene Wigner.
Em janeiro de 1933, o Partido Nazista chegou ao poder na Alemanha, e Born, que era judeu, foi suspenso. Ele emigrou para a Grã-Bretanha, onde trabalhou no Colégio de de St John, Cambridge, e escreveu um popular livro de ciência, The Restless Universe, assim como Atomic Physics, que logo se tornou um livro de texto padrão. Em outubro de 1936, ele se tornou o Professor Tait de Filosofia Natural na Universidade de Edimburgo, onde, trabalhando com os assistentes de origem alemã E. Walter Kellermann e Klaus Fuchs, continuou a sua investigação sobre a física. Max Born tornou-se um cidadão britânico naturalizado em 31 de agosto de 1939, um dia antes da Segunda Guerra Mundial eclodir na Europa. Permaneceu em Edimburgo até 1952. Aposentou-se em Bad Pyrmont, na Alemanha Ocidental. Morreu no hospital em Göttingen, em 5 de janeiro de 1970.

## Início de vida
Max Born nasceu em 11 de dezembro de 1882 em Breslávia, Baixa Silésia, hoje parte da Polônia, que no momento do nascimento de Born fazia parte da província prussiana da Silésia no Império Alemão, em uma família de ascendência judaica. Era um dos dois filhos de Gustav Born, um anatomista e embriologista, professor de embriologia da Universidade de Breslau, e sua esposa Margarethe (Gretchen) nascida Kauffmann, de uma família de industriais da Silésia. Sua mãe morreu em 29 de agosto de 1886, quando Max tinha quatro anos de idade. Max tinha uma irmã, Käthe, que nasceu em 1884, e um meio-irmão, Wolfgang, do segundo casamento de seu pai com Bertha Lipstein. Wolfgang mais tarde tornou-se professor de História da Arte da Faculdade da Cidade de Nova Iorque.
Inicialmente educado no Ginásio König-Wilhelm, em Breslau, Born entrou na Universidade de Breslau, em 1901. O sistema universitário alemão permitia aos alunos passarem facilmente de uma universidade para outra, então ele passou semestres de verão na Universidade de Heidelberg, em 1902, e na Universidade de Zurique, em 1903. Seus colegas em Breslau, Otto Toeplitz e Ernst Hellinger, passaram informações a Born sobre a Universidade de Göttingen, para onde ele foi em abril de 1904. Em Göttingen encontrou três matemáticos de renome: David Hilbert, Felix Klein e Hermann Minkowski. Logo depois de sua chegada, Born formou laços estreitos com os dois últimos professores. Desde a primeira aula que teve com Hilbert, este o identificou como alguém com habilidades excepcionais e o selecionou como o escrivão de palestras, cuja função era escrever as notas da aula para os alunos de matemática da Universidade de Göttingen. Ser escrivão da classe colocou Born em contato regular inestimável com Hilbert, período em que a generosidade intelectual dele beneficiou a mente fértil de Born. Hilbert tornou-se o mentor de Born depois de selecioná-lo para ser o primeiro a ocupar o cargo de semi-oficial não remunerado do assistente. Sua apresentação a Minkowski veio através da madrasta de Born, Bertha, já que ela o conhecia das aulas de dança em Königsberg. A apresentação rendeu a Born convites para a família de Minkowski para jantares de domingo. Além disso, durante a execução de suas funções como escrivão e assistente, Born muitas vezes viu Minkowski na casa de Hilbert.
O relacionamento de Born com Klein era mais problemático. Participou de um seminário realizado por ele e os professores de matemática aplicada, Carl Runge e Ludwig Prandtl, sobre o tema da elasticidade. Embora não estivesse particularmente interessado no assunto, Born foi obrigado a apresentar um artigo. Usando o cálculo de variações de Hilbert, ele apresentou uma na qual, utilizando-se uma configuração curva de um fio com as duas extremidades fixas, ele demonstrou que seria mais estável. Klein ficou impressionado e o convidou a apresentar uma tese sobre o tema "Estabilidade de Elástico em um Plano e Espaço" – um assunto próximo e querido para o professor – que ele tinha organizado para ser o tema do Prêmio anual da prestigiada Faculdade de Filosofia oferecido pela Universidade. As inscrições também poderiam ser qualificadas como dissertações de doutorado. Born respondeu por recusar a oferta, como matemática aplicada não era sua área preferencial de estudo. Klein foi muito ofendido.
Klein tinha o poder de construir ou destruir carreiras acadêmicas, assim Born sentiu-se obrigado a expiar através da apresentação de uma entrada para o prêmio. Como Klein se recusou a vigiá-lo, Born providenciou Carl Runge para ser seu orientador. Woldemar Voigt e Karl Schwarzschild se tornaram seus outros examinadores. A partir de seu trabalho, desenvolveu as equações para as condições de estabilidade. Como ele se tornou mais interessado no assunto, tinha um aparelho construído que poderia testar suas previsões experimentalmente. Em 13 de junho de 1906, o reitor anunciou que Born tinha ganhado o prêmio. Um mês depois, passou em seu exame oral e recebeu o seu PhD em matemática com magna cum laude.
Na graduação, Born foi obrigado a realizar o serviço militar, que tinha sido adiado enquanto estudante. Encontrou-se convocado para o exército alemão, e enviado para a 2ª Guarda dos Dragões "Imperatriz Alexandra da Rússia", que servia em Berlim. Seu serviço foi breve, recebeu alta logo após um ataque de asma, em janeiro de 1907. Em seguida, ele viajou para a Inglaterra, onde foi internado no Gonville and Caius College, de Cambridge, e estudou física durante seis meses no Laboratório Cavendish sob J.J. Thomson, George Searle e Joseph Larmor. Após retornar à Alemanha, o Exército o reintroduziu, e ele serviu com a elite Leib-Kürassier-Regiment „Großer Kurfürst“ (Schlesisches) Nr. 1, até ser novamente medicamente liberado após serviço de apenas seis semanas. Então retornou para Breslau, onde trabalhou sob a supervisão de Otto Lummer e Ernst Pringsheim, esperando para fazer sua habilitação em física. Um pequeno acidente envolvendo experiências do corpo negro de Born, uma mangueira de água de arrefecimento rompida, e um laboratório inundado, levaram a Lummer lhe dizer que ele nunca iria se tornar um físico.
Em 1905, Albert Einstein publicou seu artigo Sobre a Eletrodinâmica dos Corpos em Movimento sobre a relatividade restrita. Born ficou intrigado e começou a pesquisar o assunto. Ficou arrasado ao descobrir que Minkowski também estava pesquisando sobre a relatividade restrita nos mesmos moldes, mas quando lhe escreveu sobre seus resultados, Minkowski lhe pediu para voltar para Göttingen e fazer sua habilitação lá. Ele aceitou. Toeplitz o ajudou a retocar sua álgebra matricial para que ele pudesse trabalhar com as quatro dimensões matrizes do espaço de Minkowski utilizadas no projeto deste último para conciliar a relatividade com eletrodinâmica. Born e Minkowski se deram bem, e seu trabalho fez bons progressos, mas Minkowski morreu subitamente de apendicite em 12 de janeiro de 1909. Os estudantes de matemática tinham falado em nome de Born durante o funeral.
Born tentou apresentar os seus resultados em uma reunião da Sociedade de Matemática de Göttingen algumas semanas mais tarde. Ele não foi muito longe, antes tinha sido desafiado publicamente por Klein e Max Abraham, que rejeitaram a relatividade, e forçaram o termino da palestra. No entanto, Hilbert e Runge estavam interessados em seu trabalho, e depois de alguma discussão com Born eles se convenceram da veracidade dos seus resultados, e convenceram-no a dar a palestra novamente. Desta vez, não foi interrompido, e Voigt se ofereceu para patrocinar a tese de habilitação de Born. Posteriormente publicou seu discurso como um artigo sobre A Teoria dos Corpos Rígidos na Cinemática do Princípio da Relatividade (no original em alemão: Die Theorie des Starren Elektrons in der Kinematik des Relativitätsprinzips), que introduziu o conceito da rigidez de Born. Em 23 de outubro, apresentou sua palestra de habilitação sobre o modelo atômico de Thomson.

## Carreira

### Berlim e Frankfurt
Born se estabeleceu como um jovem universitário em Göttingen, como um privatdozent. Em Göttingen, ficou em uma pensão dirigida pela Irmã Annie em Dahlmannstraße 17, conhecida como El BoKaReBo. O nome era derivado das primeiras letras dos sobrenomes de seus pensionistas: "El" para Ella Philipson (estudante de medicina), "Bo" para Born e Hans Bolza (um estudante de física), "Ka" para Theodore von Kármán (outro privatdozent) e "Re" por Albrecht Renner (outro estudante de medicina). Um visitante frequente da pensão era Paul Peter Ewald, um estudante de doutorado de Arnold Sommerfeld emprestado a Hilbert em Göttingen como assistente especial para física. Richard Courant, um matemático e privatdozent, chamou essas pessoas de "o grupo de dentro".
Em 1912, Born conheceu Hedwig (Hedi) Ehrenberg, a filha de um professor de direito da Universidade de Leipzig, e uma amiga da filha de Carl Runge, Iris Runge. Ela era de origem judaica por parte de seu pai, apesar dele se tornar um luterano praticante quando se casou, assim como a irmã de Max, Käthe. Apesar de nunca praticar a sua religião, recusou-se a se converter, e seu casamento em 2 de agosto de 1913 foi uma cerimônia em jardim. No entanto, ele foi batizado como um luterano, em março de 1914, pelo mesmo pastor que realizou sua cerimônia de casamento. Born considerava "profissões religiosas e igrejas como uma questão de menor importância". Sua decisão de ser batizado foi feito, em parte, em deferência à sua mulher, e em parte devido ao seu desejo de assimilar-se na sociedade alemã. O casamento rendeu três filhos: duas filhas, Irene, nascida em 1914, e Margarethe (Gritli), nascida em 1915, e um filho, Gustav, nascido em 1921. Irene foi a mãe da cantora e atriz britânica de origem australiana Olivia Newton-John. Através do casamento, Born estava relacionado com o juristas Victor Ehrenberg, seu sogro, e Rudolf von Ihering, avô materno de sua esposa, assim como Hans Ehrenberg, e foi tio-avô do comediante britânico Ben Elton.
Até o final de 1913, Born havia publicado 27 artigos, incluindo um importante trabalho sobre a relatividade e a dinâmica da estrutura de cristal, que se tornou um livro. Em 1914, recebeu uma carta de Max Planck, explicando que uma nova cadeira de professor extraordinário de física teórica havia sido criada na Universidade de Berlim. A cadeira tinha sido oferecida a Max von Laue, mas ele se recusou. Born a aceitou. Agora a Primeira Guerra Mundial estava feroz. Pouco depois de chegar em Berlim em 1915 alistou-se em uma unidade de sinais do Exército. Em outubro, ele se juntou ao Artillerie-Prüfungs-Kommission, uma organização de pesquisa e desenvolvimento de artilharia do Exército baseado em Berlim, sob Rudolf Ladenburg, que criou uma unidade especial dedicada à nova tecnologia de som variado. Em Berlim, Born formou uma amizade ao longo da vida com Albert Einstein, que se tornou um visitante frequente à sua casa. Poucos dias após o armistício de novembro de 1918, Planck teve que liberar Born do Exército. Um encontro ao acaso com Fritz Haber durou meses e conduziu a discussão da maneira pela qual um composto iônico é formado quando um composto de metal reage com um átomo de halogênio, o qual é atualmente conhecido como o ciclo de Born-Haber.
Mesmo antes de Born ter assumido a cadeira em Berlim, von Laue havia mudado de ideia, e decidiu que ele a queria, no final. Ele combinou com Born e as faculdades em questão para que houvesse uma troca dos trabalhos. Em abril de 1919, tornou-se professor ordinário e diretor do Instituto de Física Teórica da Faculdade de Ciências da Universidade de Frankfurt am Main. Enquanto estava lá, foi abordado pela Universidade de Göttingen, que estava à procura de um substituto para Peter Debye como Diretor do Instituto de Física. "O físico teórico", Einstein aconselhou ele, "vá florescer onde quer que seja; não há outro Born a ser encontrado na Alemanha". Na negociação para a posição com o Ministério da Educação, Born arranjou outra cadeira, a de física experimental, em Göttingen para o seu amigo e colega de longa data James Franck.

### Göttingen

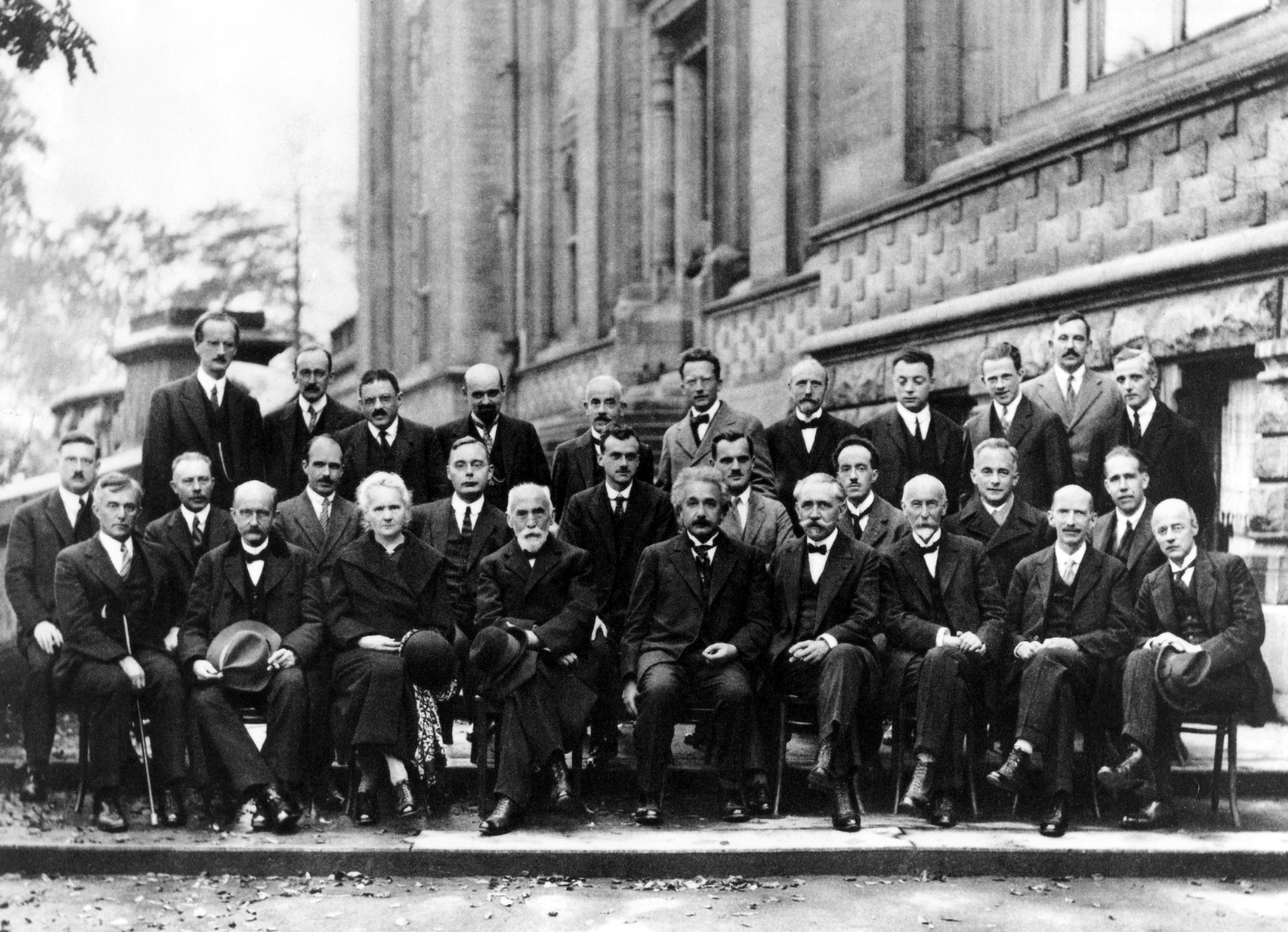
Conferência de Solvay, 1927. Born é o segundo da direita na segunda linha, entre Louis de Broglie e Niels Bohr.

Pelos doze anos que Born e Franck ficaram em Göttingen, de 1921 a 1933, teve um colaborador com visões compartilhadas sobre conceitos científicos básicos — uma grande vantagem para o ensino e sua pesquisa sobre a teoria quântica em desenvolvimento. A abordagem da estreita colaboração entre físicos teóricos e físicos experimentais também foi compartilhada por Born em Göttingen e Arnold Sommerfeld na Universidade de Munique, que foi professor ordinário de física teórica e Diretor do Instituto de Física Teórica — também uma força motriz no desenvolvimento da teoria quântica. Ele e Sommerfeld não só partilharam a sua abordagem no uso de física experimental para testar e avançar em suas teorias, mas Sommerfeld, em 1922, quando estava nos Estados Unidos, lecionando na Universidade do Wisconsin-Madison, enviou o seu aluno Werner Heisenberg para ser assistente de Born. Heisenberg retornou novamente para Göttingen em 1923, onde completou sua habilitação sob Born em 1924, e tornou-se professor em Göttingen.
Em 1925 Born e Heisenberg formularam a representação mecânica matricial da mecânica quântica. Em 9 de julho, Heisenberg passou a Born um artigo para ele revisar e submeter para publicação intitulado Über quantentheoretische Umdeutung kinematischer und mechanischer Beziehungen ("Reinterpretação Quantum Teórica da Cinemática e das Relações Mecânicas"). Neste artigo Heisenberg formulou a teoria quântica, evitando a concreta, mas não observável, representação de órbitas de elétrons usando parâmetros como probabilidades de transição para saltos quânticos, representada por dois índices correspondentes aos estados inicial e final. Quando Born leu o artigo, reconheceu na formulação a possibilidade de a transcrever na linguagem sistemática de matrizes, o que havia aprendido com seu estudo orientado por Jakob Rosanes na Universidade de Breslau.
Até este momento, raramente as matrizes foram usadas pelos físicos; elas eram consideradas pertencentes ao domínio da matemática pura. Gustav Mie tinham os usado em um trabalho sobre eletrodinâmica em 1912 e Born o tinha usado em seu trabalho sobre a teoria de reticulados de cristais em 1921. Enquanto matrizes foram utilizadas nestes casos, a álgebra de matrizes com a sua multiplicação não entram em cena como fizeram na formulação da matriz da mecânica quântica. Com a ajuda de seu assistente e ex-aluno Pascual Jordan, começou imediatamente a fazer uma transcrição e extensão, e eles apresentaram os seus resultados para publicação; o trabalho foi recebido a publicação apenas 60 dias após o papel de Heisenberg. Um artigo acompanhado foi submetido para publicação antes do final do ano por todos os três autores. O resultado foi uma formulação surpreendente:
{\displaystyle pq-qp={h \over 2\pi i}I}
onde p e q são matrizes para localização e momentum p, e I é a matriz identidade. O resultado surge porque a multiplicação de matrizes não é comutativa. Esta formulação foi inteiramente atribuída a Born, que também estabeleceu que todos os elementos que não estivessem na diagonal da matriz fossem zero. Considerou que o seu papel com Jordan continha "os princípios mais importantes da mecânica quântica, incluindo a sua extensão a eletrodinâmica". O artigo colocou a abordagem de Heisenberg sobre uma base matemática sólida.
Ficou surpreso ao descobrir que Paul Dirac estava pensando ao longo das mesmas linhas que Heisenberg. Logo Wolfgang Pauli usou o método de matriz para calcular os valores de energia do átomo de hidrogênio, e descobriu que eles combinavam com o modelo de Bohr. Outra importante contribuição foi feita por Erwin Schrödinger, que olhou para o problema utilizando a mecânica ondulatória. Isto teve um grande apelo para muitos na época, como ofereceu a possibilidade de voltar a física clássica determinista. Born teria nada disso, uma vez que ia contra fatos determinados pela experiência. Formulou a interpretação hoje padrão da função de densidade de probabilidade para ψ*ψ na equação de Schrödinger, que ele publicou em julho 1926.
Em uma carta a Born em 4 de dezembro de 1926, Einstein fez sua famosa observação sobre mecânica quântica:
A mecânica quântica é muito impressionante. Mas uma voz interior me diz que ainda não é coisa real. A teoria produz um bom resultado, mas dificilmente nos leva para mais perto do segredo do 'Velho Senhor'. Para todos os efeitos, estou convencido que Ele não joga dados.
Esta citação é muitas vezes parafraseada como "Deus não joga dados". Um ano mais tarde, em 1928, participou da 5ª Conferência de Solvay. No mesmo ano, Einstein nomeou Heisenberg, Born e Jordan ao Prêmio Nobel de Física,  mas Heisenberg só ganhou o Prêmio em 1932, "pala criação da mecânica quântica, cuja aplicação tem levado à descoberta das formas alotrópicas do hidrogênio", enquanto Schrödinger e Dirac compartilharam o Prêmio de 1933, "pela descoberta de novas formas produtivas da teoria atômica". Em 25 de novembro de 1933, recebeu uma carta de Heisenberg em que ele disse que tinha sido adiado por escrito, devido a uma "má consciência" que só ele tinha recebido o prêmio "pelo trabalho realizado em Göttingen, em colaboração — você, Jordan e Eu". Heisenberg chegou a dizer que a contribuição de Born e Jordan com a mecânica quântica não poderia ser alterado por "uma decisão errada do lado de fora". Em 1954, Heisenberg escreveu um artigo homenageando Planck por sua introspecção em 1900, na qual creditou a Born e Jordan à formulação matemática final da mecânica matricial de Heisenberg e passou a enfatizar o quão grande foram as suas contribuições para a mecânica quântica, que não foram "suficientemente reconhecidas aos olhos do público".
Aqueles que receberam o seu grau de Ph.D. sob a orientação de Born em Göttingen incluíam Max Delbrück, Siegfried Flügge, Friedrich Hund, Pascual Jordan, Maria Goeppert-Mayer, Lothar Wolfgang Nordheim, Robert Oppenheimer, e Victor Weisskopf. Seus assistentes no Instituto de Física Teórica da Universidade de Göttingen incluíam Enrico Fermi, Werner Heisenberg, Gerhard Herzberg, Friedrich Hund, Pascual Jordan, Wolfgang Pauli, Léon Rosenfeld, Edward Teller e Eugene Wigner. Walter Heitler tornou-se seu assistente em 1928, e completou sua habilitação sob sua orientação em 1929. Born não só reconheceu seu talento no trabalho com ele, como Heitler "deixou suas estrelas estenderem além dele; aos menos dotados, ele pacientemente lhes entregou atribuições respeitáveis, mas factíveis". Delbrück, e Goeppert-Mayer acabaram ganhando o Prêmio Nobel.

## Últimos anos

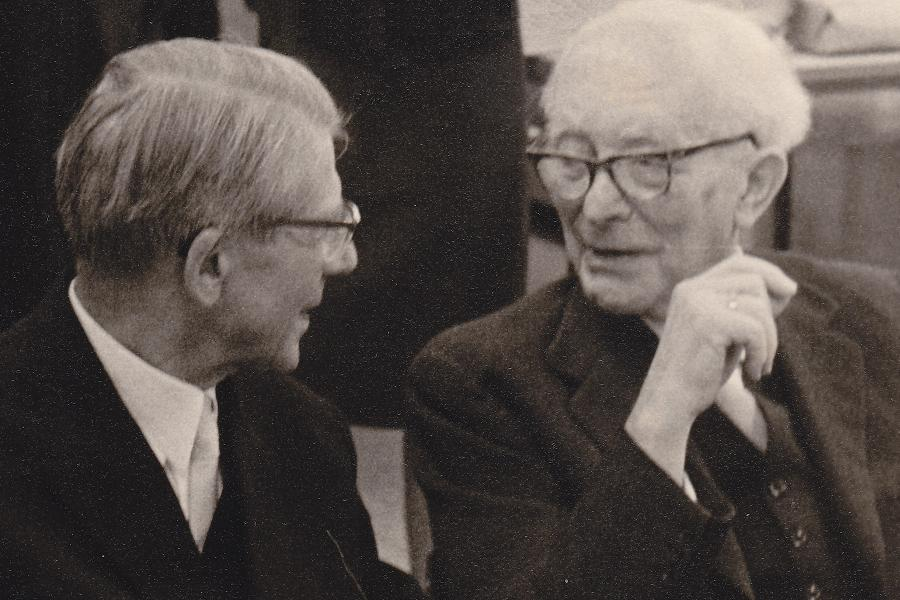
Friedrich Hund e Max Born em 1966

Em janeiro de 1933, o Partido Nazista chegou ao poder na Alemanha. Em maio, Born tornou-se um dos seis professores judeus em Göttingen que foram suspensos com remuneração; Franck já havia renunciado. Em doze anos, eles haviam feito de Göttingen um dos centros mais importantes do mundo para a física. Começou a procurar um novo emprego, escrevendo para Maria Göppert-Mayer da Universidade Johns Hopkins e Rudi Ladenburg na Universidade de Princeton. Ofertas logo começaram a aparecer, e ele aceitou uma vaga da St John's College, em Cambridge. Em Cambridge, ele escreveu um livro popular de ciência, The Restless Universe, e um livro, Atomic Physics, que logo se tornou um texto padrão, passando por sete edições. Sua família logo se instalou na Inglaterra, com suas filhas Irene e Gritli ficando noivas do galês Brinley (Bryn) Newton-John e do inglês Maurice Price, respectivamente.
Sua posição em Cambridge era apenas temporária, e seu mandato em Göttingen foi encerrado em maio de 1935. Ele, portanto, aceitou a oferta de C. V.  Raman para vir a Bangalore em 1935. Lá considerava tomar uma posição permanente, mas o Instituto Indiano de Ciência não lhe criou uma cadeira adicional. Em novembro de 1935, a família Born teve sua cidadania alemã revogada, tornando-os apátridas. Algumas semanas mais tarde Göttingen cancelou o seu doutorado. Considerou uma oferta de Pyotr Kapitsa em Moscou, e começou a ter aulas de russo com a esposa de origem russa de Rudolf Peierls, Genia. Mas, então, Charles Galton Darwin lhe perguntou se ele iria considerar se tornar seu sucessor como Tait Professor de filosofia natural na Universidade de Edimburgo, uma oferta que Born aceitou prontamente, assumindo a presidência em outubro 1936.
Em Edimburgo, Born promoveu o ensino de física matemática. Tinha dois assistentes alemães, E. Walter Kellermann e Klaus Fuchs, e juntos eles continuaram a investigar o comportamento misterioso dos elétrons. Tornou-se um Membro da Royal Society de Edimburgo, em 1937, e da Royal Society de Londres, em março de 1939. Durante 1939, ainda tinha como muitos de seus amigos e parentes remanescentes na Alemanha quanto podiam sair do país, inclusive sua irmã Käthe, os sogros Kurt e Marga, e as filhas de seu amigo Heinrich von Rausch Traubenberg. Hedi dirigia um Escritório Doméstico, colocando jovens mulheres judias em empregos. Born recebeu o Certificado de Naturalização como cidadão britânico, em 31 de agosto de 1939, um dia antes da Segunda Guerra Mundial eclodir na Europa.

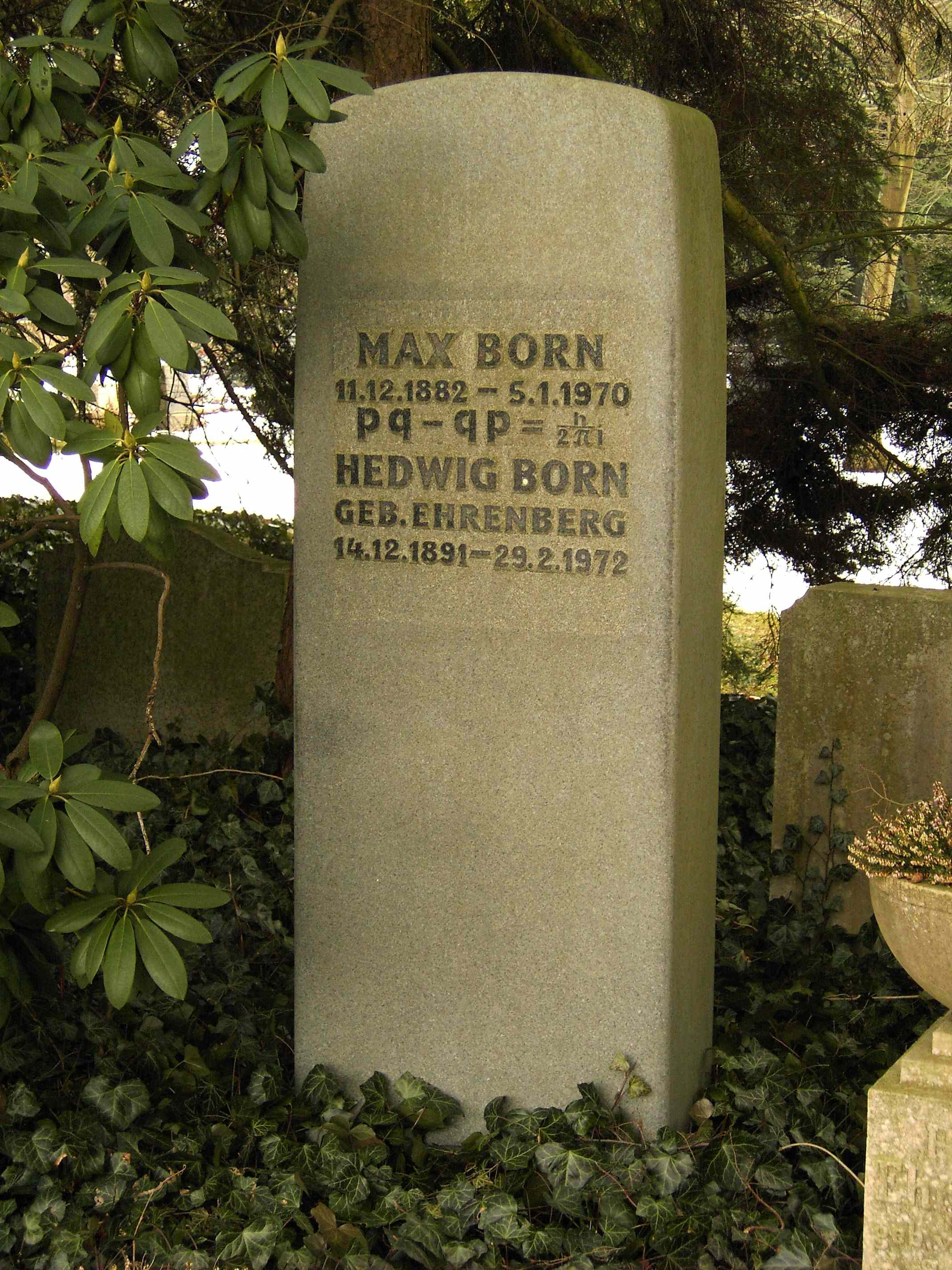
A lápide de Born em Göttingen está inscrita com o princípio da incerteza, que ele colocou em fundamento da matemática rígida

Born manteve-se em Edimburgo, até chegar a sua aposentadoria aos 70 anos de idade, em 1952. Retirou-se para Bad Pyrmont, na Alemanha Ocidental, em 1954. Em outubro, ele recebeu a notícia de que estava sendo agraciado com o Prêmio Nobel. Seus colegas físicos nunca tinham parado de nomeá-lo. Franck e Fermi tinham o nomeado em 1947 e 1948 por seu trabalho na estrutura de cristal, e ao longo dos anos, ele também havia sido indicado por seu trabalho em estado sólido, a mecânica quântica e outros tópicos. Em 1954, recebeu o prêmio pela "investigação fundamental na Mecânica Quântica, especialmente na interpretação estatística da função de onda" — algo que ele havia trabalhado sozinho. Em seu discurso do Nobel, refletiu sobre as implicações filosóficas de seu trabalho:
| “ | Eu acredito que ideias como a certeza absoluta, absoluta exatidão, a verdade final, etc, são produtos da imaginação que não devem ser admissíveis em qualquer campo da ciência. Por outro lado, qualquer afirmação de probabilidade, é certa ou errada do ponto de vista da teoria em que se baseia. Este afrouxamento do pensamento (Lockerung des Denkens) parece-me ser a maior bênção que a ciência moderna tem dado a nós. Pala crença em uma única verdade e em ser o possuidor dos mesmos é a causa raiz de todos os males do mundo. | ” |

Na aposentadoria, continuou o trabalho científico, e produziu novas edições de seus livros. Morreu no hospital em Göttingen, em 5 de janeiro de 1970. Foi socorrido pela esposa Hedi, que morreu em 1972, e os filhos Irene (mãe da cantora Olivia Newton-John), Gritli e Gustav. Está enterrado no Stadtfriedhof, no mesmo cemitério que Walther Nernst, Wilhelm Eduard Weber, Max von Laue, Otto Hahn, Max Planck e David Hilbert.

## Trabalhos
- Para uma lista completa de seus trabalhos publicados ver HistCite.
- Para seus trabalhos publicados, ver também Published Works – Berlin-Brandenburgische Akademie der Wissenschaften Akademiebibliothek.

## Prêmios e honras
- 1934 – Medalha Stokes de Cambridge.[95]
- 1939 – Membro da Royal Society.[2][95]
- 1945 – Medalha MacDougall–Brisbane da Royal Society de Edimburgo.[96]
- 1945 – Prêmio Gunning–Victoria Jubilee da Royal Society de Edimburgo.[95]
- 1948 – Medalha Max Planck da Deutsche Physikalische Gesellschaft.[95]
- 1950 – Medalha Hughes da Royal Society de Londres[95]
- 1953 – Cidadão honorário da cidade de Göttingen.[95]
- 1954 – Prêmio Nobel de Física. O prêmio foi para a investigação fundamental de Born na mecânica quântica, especialmente por sua interpretação estatística da função de onda.[95]
  - 1954 – Discurso no Banquete do Nobel Prêmio.[97]
  - 1954 – Palestra de Born no Prêmio Nobel.[98]
- 1956 – Medalha Hugo Grócio de Direito Internacional, Munique.[95]
- 1959 – Grã-Cruz de Mérito com Estrela da Ordem de Mérito da República Federal da Alemanha.[99]
- 1972 – O Prêmio Max Born foi criado pela Sociedade Alemã de Física e o britânico Instituto de Física. É concedido anualmente.[100][101]
- 1982 – Cerimônia na Universidade de Göttingen, do 100º ano do nascimento de Max Born e James Franck, Institute Directors 1921–1933.[102]
- 1991 – Max-Born Institut für Nichtlineare Optik und Kurzzeitspektroskopie im Forschungsverbund Berlin e.V. - Instituto nomeado em sua honra.[103]